# Adrienne Avril de Sainte-Croix
Pour les articles homonymes, voir Avril (homonymie) et Sainte-Croix.
Adrienne Avril de Sainte-Croix, née Adrienne Glaisette le 10 février 1855 à Carouge en Suisse et morte le 21 mars 1939 à Menton en France, est une philanthrope et féministe française.

## Biographie
Adrienne Pierrette Eugénie Glaisette, connue sous les noms de Savioz (nom de sa mère), « Mlle de Sainte-Croix », puis « Madame Avril de Sainte-Croix », est née le 10 février 1855 à Carouge (canton de Genève, Suisse). Son père Marc-Henry Glaisette, est issu d'une famille huguenote de Gap venue s'installer dans le canton de Vaud à la suite de la révocation de l'édit de Nantes. Policier à Genève, il meurt en 1858 et laisse derrière lui sa femme, Marie-Louise Savioz et deux petites filles. En 1871, année du décès de sa mère à Ollon, la famille Glaisette obtient la citoyenneté de la commune de Sainte-Croix, canton de Vaud. C'est sans doute ce lieu d'origine Sainte-Croix - qui est également le nom de l'église catholique de Carouge, lieu de naissance d'Adrienne - qui est à l'origine du pseudonyme qu'elle empruntera plus tard.
Avril de Sainte-Croix semble être partie travailler dans des familles de diplomates français ou chez de riches familles polonaises ou russes en tant qu'enseignante ou gouvernante, période durant laquelle elle devient multilingue et convaincue des droits humains[style à revoir]. Elle s'établit à Paris près de la place du Trocadéro à la fin des années 1880, où elle se lie d'amitié avec Maud Gonne et Clémence Royer. Théodor Axentowicz peint à l'huile un portrait d'elle en 1888, visible aujourd'hui à la bibliothèque Marguerite-Durand. Écrivaine, journaliste, auteure de nouvelles et chroniques sous le pseudonyme de Savioz, elle collabore notamment à partir de 1893 au Figaro[réf. souhaitée], à l'Éclair, La Patrie, L'Événement et au Siècle, dans lequel elle prend position en faveur de Dreyfus.
Le 17 mai 1900, elle épouse à Paris un ingénieur divorcé, François Avril,. Bien que protestante et évoluant dans le milieu philanthropique protestant, il ne semble pas qu'elle soit pratiquante. Elle fréquente les protestantes Isabelle Bogelot, Émilie de Morsier, Sarah Monod et Julie Siegfried, mais aussi la juive Gabrielle Alphen-Salvador. Libre penseuse, elle fait partie de la Société pour l'amélioration du sort de la femme et de la loge du Droit humain, créée par Maria Deraismes et Georges Martin.
Elle est présidente en 1916 de l'Office de renseignements pour les familles dispersées par la guerre. En 1919, elle assiste à la conférence de la paix.

### Le combat abolitionniste
D’après le portrait élogieux dressé par la journaliste Jane Misme en 1930, c’est lors du Congrès féministe de 1896 qu’Avril de Sainte-Croix « ouvrit les yeux au féminisme ». L'année suivante, elle devient collaboratrice de La Fronde, journal de femmes créé par Marguerite Durand. Révoltée par la situation des femmes à la prison Saint-Lazare, elle publie une série d'articles dans le journal. Durant la même année, elle se rend en compagnie de Louise Michel[réf. souhaitée] à Londres au Congrès de la fédération abolitionniste et est impressionnée de faire la connaissance de l'abolitionniste Josephine Butler (congrès auquel participe également Isabelle Bogelot, déléguée de l'Œuvre des libérées de Saint-Lazare). En juin 1899, elle est à la conférence internationale sur la traite des Blanches de Londres, et en septembre de la même année, c'est à Genève qu'elle participe à la conférence de la Fédération abolitionniste internationale, qu'elle raconte également dans La Fronde.
Par ailleurs, elle est témoin de mariages forcés avec des bagnards libérés, de femmes condamnées par la justice et déportées en Nouvelle-Calédonie. En octobre 1898, elle dénonce cette situation dans un article de La Fronde sous le pseudonyme de Mme Hagen.
Avril de Sainte-Croix s'engage dans le combat abolitionniste : en 1901 elle fonde l'Œuvre libératrice, société de relèvement et de reclassement pour jeunes filles, qui est reconnue d'utilité publique le 28 juin 1913. À l'instar du Patronage des libérées d'Isabelle Bogelot ou de l'action de Sarah Monod, il s'agit d'aider matériellement et moralement les femmes touchées par la prostitution. Avril de Sainte-Croix met ainsi en place des salles d'asiles pour les enfants, des dispensaires médicaux, une école professionnelle et même une ferme-école à Épernon (Eure-et-Loir). Parmi les bienfaiteurs de l'association se trouvent les principales actrices du Conseil national des femmes françaises : Gabrielle Alphen-Salvador, Sarah Monod et son cousin Henri Monod, directeur de l'Assistance publique, Julie Siegfried et son mari le député Jules Siegfried.
On la retrouve dans d'autres œuvres philanthropiques françaises : elle fait partie du conseil d'administration de l'Association pour la répression de la traite des blanches et la préservation de la jeune fille, au comité d'honneur de l'Association pour le développement de l'assistance aux malades, ou encore en 1905 dans le comité central de la Ligue des droits de l'homme.

### Une féministe d'envergure internationale

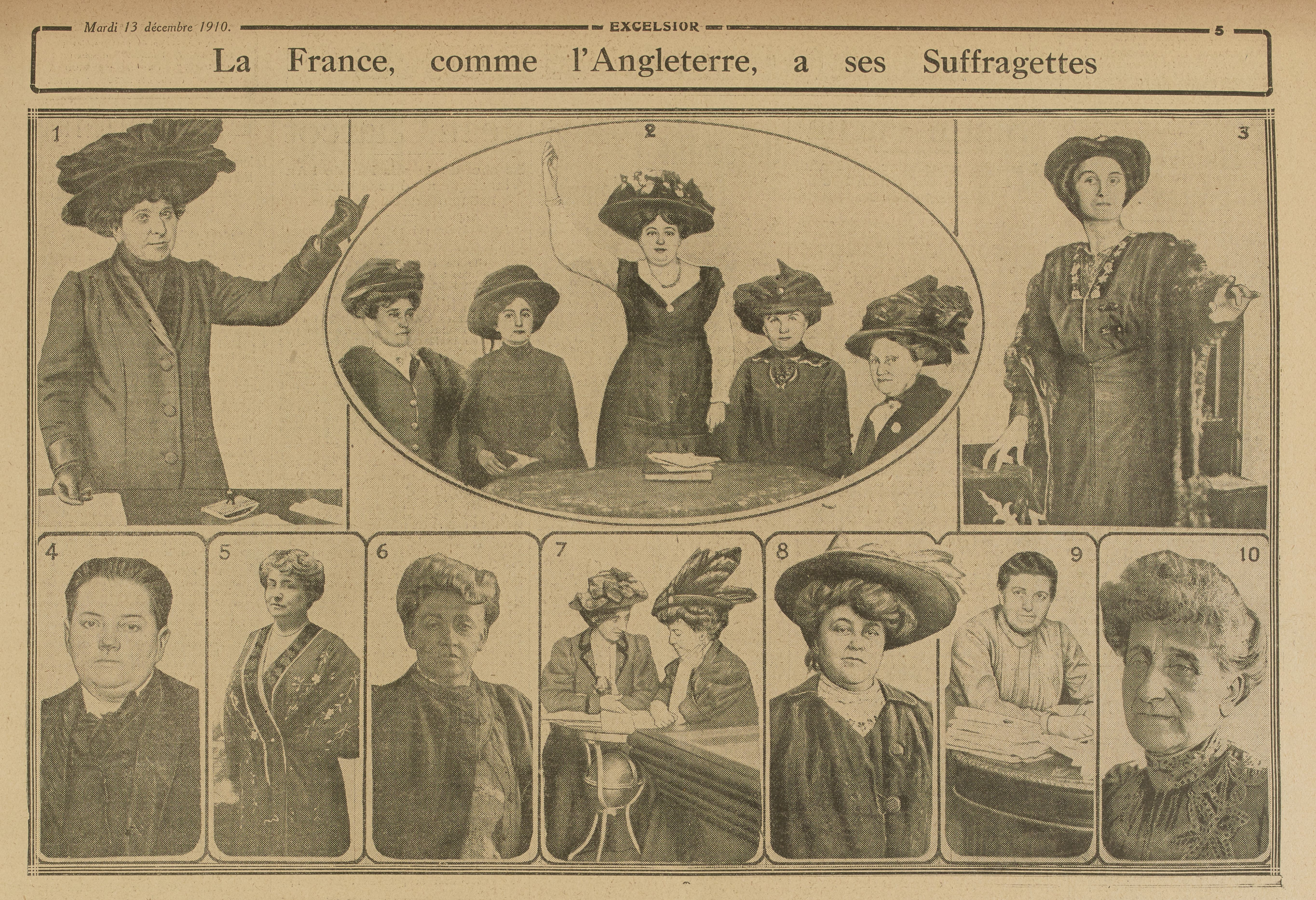
Dans Excelsior en 1910, l'article « La France, comme l'Angleterre, à ses Suffragettes ». Adrienne Avril de Sainte-Croix est au no 10.

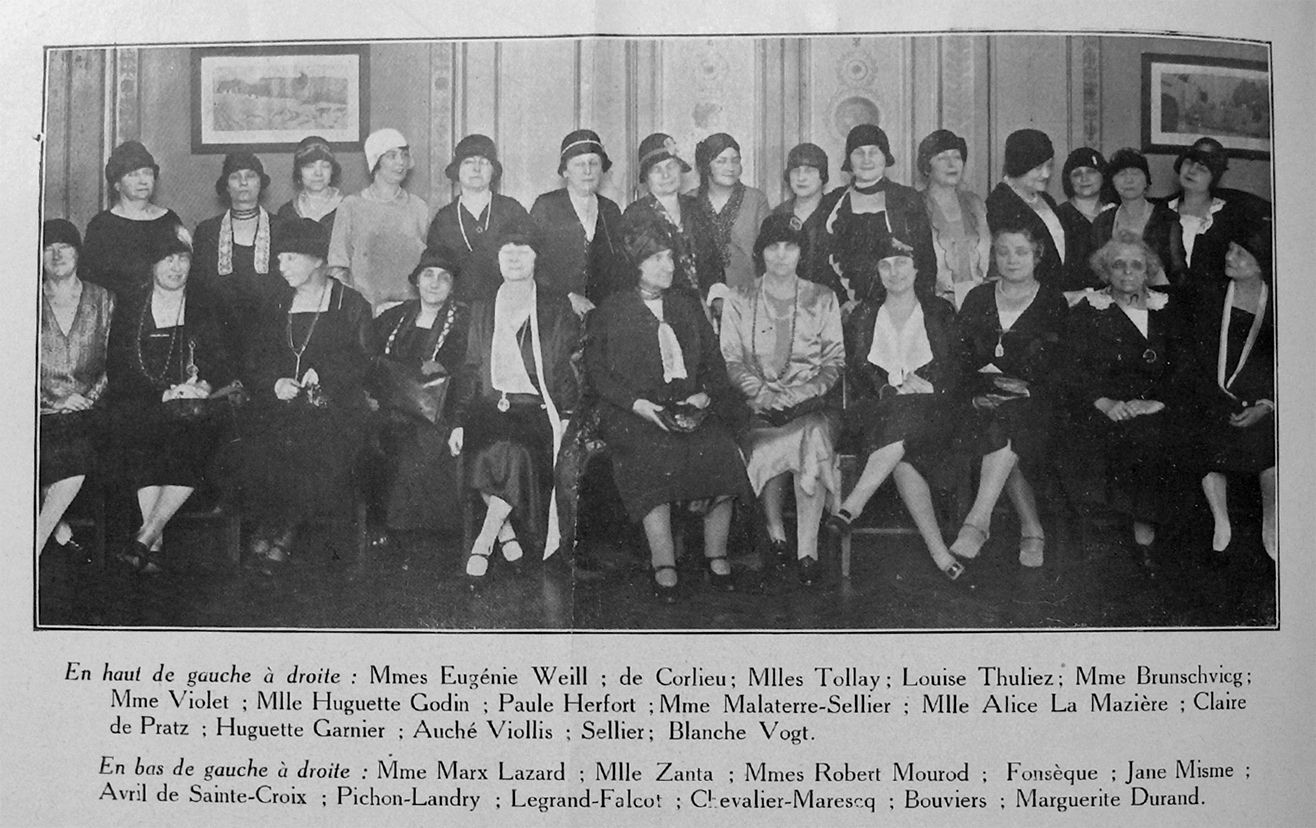
États généraux du féminisme en 1929 : Adrienne Avril de Sainte-Croix est la sixième de la rangée du bas en partant de la gauche.

Féministe convaincue, Avril de Sainte-Croix n’en est pas moins lucide et consciente sur le temps nécessaire aux changements : « après être devenues féministes par opportunisme, elles le deviendront par conviction ; et je suis sûre que bientôt elles s’imagineront très sincèrement avoir défendu l’idée au lieu de se laisser remorquer par elle ».
En juillet 1899, elle tient une conférence sur le journalisme et les femmes au congrès londonien du Conseil international des femmes (CIF). La même année, elle fait partie du comité qui organise en juin 1900 le congrès des Œuvres et institutions féminines à Paris, où elle prend position sur le travail (égalité des salaires) et contre le trafic des femmes. Elle assiste aussi aux réunions du CIF de 1904 à Berlin et s'occupe de sa section Unité de la morale.
En juin 1913, elle organise le Xe congrès international des femmes se tenant à Paris et assiste également à celui de 1920 à Kristiana (Norvège), de 1924 à Wembly (Grande-Bretagne) et de 1930 à Vienne. Elle donne des cours à l'école pratique de service social de 1913 à 1916.

#### Son rôle au Conseil national des femmes françaises
En 1901, elle est l'une des six fondatrices du Conseil national des femmes françaises, qui devient la même année membre du Conseil international des femmes. Secrétaire générale du conseil de 1901 à 1922, elle gère les relations entre les différentes sections, l'articulation entre le conseil national et les branches régionales, l'organisation des assemblées publiques, les relations avec le Conseil international des femmes et autres associations étrangères. En 1922, elle en devient présidente, succédant à Julie Siegfried. C'est elle qui ouvre les États généraux du féminisme en 1929, 1930 et 1931, dont le comité d'honneur compte parmi ses membres Aristide Briand, président du Conseil, Raymond Poincaré et le récent prix Nobel de la paix Ferdinand Buisson. En 1932, elle se retire de la présidence pour raison de santé[réf. souhaitée] et laisse la place à Marguerite Pichon-Landry, non sans être élue par acclamation présidente d'honneur jusqu'en 1939. Elle assiste en tant que secrétaire générale du CNFF au huitième congrès de l'Alliance internationale pour le suffrage des femmes de 1920 à Genève.

#### Ses relations avec le monde politique

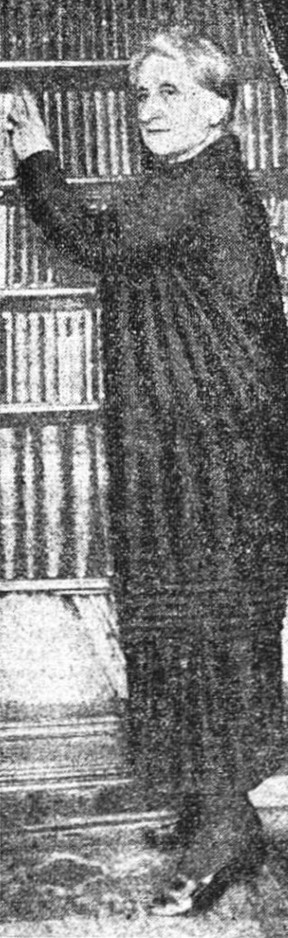
Adrienne Avril de Sainte-Croix (photo publiée en 1925).

Lorsqu’en 1903, des agents des mœurs arrêtent par erreur deux jeunes filles, féministes et abolitionnistes protestent une fois de plus contre la double morale et demandent des réformes. En juin, le ministre de l’Intérieur et président du Conseil Émile Combes met en place une commission extraparlementaire (celle chargée d'enquêter sur la police des mœurs) où siège pour la première fois une femme : Avril de Sainte-Croix, de 1904 à 1908. Dans son ouvrage Le Féminisme publié en 1907, elle affirme ne pas avoir eu à souffrir de trop de protestations malgré le caractère nouveau d’une présence féminine. Siègent à ses côtés quelques sénateurs favorables aux droits des femmes comme Jean Cruppi, Francis de Pressensé ou encore Paul Strauss.
Après quatre ans de travail, la commission aboutit « à un projet de loi qui, dans son essence, réclamait simplement pour la femme comme pour l’homme le retour au droit commun » et condamne la prostitution. En 1913, elle devient présidente de l’une des sous-commissions formée pour étudier la lutte contre la prostitution et les maladies vénériennes. Le gouvernement fera encore appel à elle sur cette question abolitionniste en 1921, en la nommant rapporteur à la Conférence internationale de la Ligue des Croix-Rouges pour l’étude de la lutte contre les maladies vénériennes.
Elle figure également au sein de la commission Coulon-Chavagnes (1905-1907) qui étudie les lois conjugales inégalitaires et l’incapacité civile des épouses.
En 1916, Avril de Sainte-Croix et Julie Siegfried sont chargées de constituer la Section d’études féminines créée au sein du Musée social. La collaboration entre le Conseil national des femmes françaises et le gouvernement se poursuit puisque le ministère de l’Armement met en place un Comité du travail féminin, dont les dix membres sont issues de cette section féminine du Musée social. Ce comité – dont fait partie Avril de Sainte-Croix – est chargé d’étudier la situation des ouvrières dans les usines de guerre. L'un des aboutissements est l'élaboration d'un salaire minimum pour les femmes qui travaillent à domicile. Dans le même temps, Avril de Sainte-Croix fonde les Foyers-cantines pour ouvrières d'usine (qui deviendront après la Première Guerre mondiale les Foyers féminins de France) : les femmes bénéficient ainsi de repas, de salles de repos et d'autres secours.
Durant la Grande guerre, elle fait le lien entre les Unions chrétiennes de jeunes filles françaises et les secrétaires des Unions chrétiennes américaines de jeunes filles.
L'engagement d'Avril de Sainte-Croix dépasse les frontières françaises. Proche de Josephine Butler dont elle partage le combat abolitionniste, elle l'est également d'Ishbel Hamilton-Gordon, présidente du Conseil international des femmes, et d'Emma Pieczynska-Reichenbach.
En 1898, elle préside la section Unité de la morale du Conseil international des femmes, avant de devenir en 1930 première vice-présidente de l'organisation. Elle encourage la constitution de conseils nationaux en Grèce, Turquie, Pologne, Tchécoslovaquie, Autriche et devient la marraine avec Julie Siegfried des conseils nationaux du Paraguay en 1918.
Sa renommée internationale lui permet d’être, après la guerre, déléguée des associations féminines internationales auprès de la Société des Nations. Elle y est chargée des questions de prostitution, de trafic des femmes et des enfants et de prophylaxie des maladies vénériennes et souhaite l'entrée des femmes dans la police.
Son action est récompensée par l'ordre de la Légion d'honneur : chevalier par décret du 8 octobre 1920, elle est faite officier le 1er juillet 1931. Elle reçoit par ailleurs les grandes médailles d'or de l'Assistance et de l'Hygiène.
Celle qui était de son vivant la personnalité féministe française qui connut le plus vaste rayonnement international s'éteint le 21 mars 1939 à Menton, à l'âge de 84 ans.

## Hommages

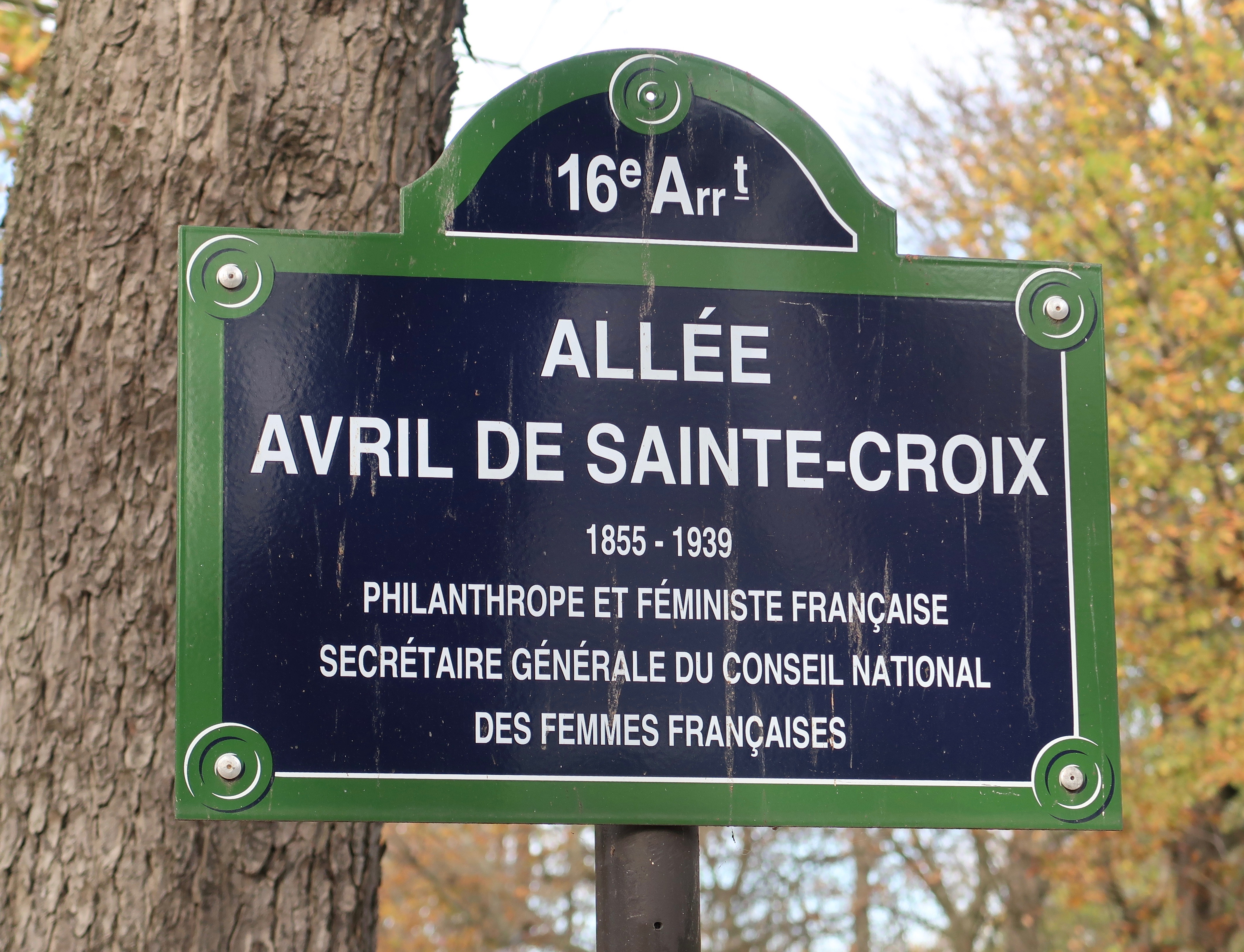
Plaque de l'allée Avril-de-Sainte-Croix dans le jardin du Ranelagh.

La ville de Paris a nommé l'allée Avril-de-Sainte-Croix en sa mémoire, dans le jardin du Ranelagh, au cœur du 16e arrondissement.